# 牛角瓜属
牛角瓜属（学名：Calotropis）是萝藦科下的一个属，为直立灌木或小乔木植物。该属共有6种，分布于热带亚洲和非洲。

## 物种
本属包括以下物种：
- 牛角瓜 Calotropis gigantea
- 白花牛角瓜 Calotropis procera